# Obszar ochrony ścisłej Granica
Granica – obszar ochrony ścisłej o powierzchni 231,33 ha położony w południowej części Kampinoskiego Parku Narodowego.
W 1936 utworzono rezerwat przyrody Granica. W 1959 przekształcił się on w obszar ochrony ścisłej. Leży kilkaset metrów na północ od zabudowań wsi Granica i w pobliżu Ośrodka Dydaktyczno-Muzealnego w tej miejscowości. Wzdłuż jego granicy przebiega  Kampinoski Szlak Rowerowy (rezerwat znajduje się na jego 49 kilometrze) i  Południowy Szlak Leśny, a także ścieżka edukacyjna „Na Skraju Puszczy”.
Obszar ochrony ścisłej obejmuje „wały i parabole wydmowe na pograniczu bagien”. Dominują tu bory mieszane świeże i wilgotne, a także grądy, olsy i inicjalne formy dąbrowy świetlistej. Występują tu także łosie i bociany czarne, jak również stanowiska nerecznicy górskiej.